# Форміньяна
Форміньяна (італ. Formignana) — муніципалітет в Італії, у регіоні Емілія-Романья, провінція Феррара.
Форміньяна розташована на відстані близько 340 км на північ від Рима, 60 км на північний схід від Болоньї, 19 км на схід від Феррари.
Населення — 2816 осіб (2014).

## Демографія
Населення за роками:

Станом на 31 грудня 2014 року в муніципалітеті офіційно проживали 133 іноземці з 16 країн, серед них 26 громадян країн Євросоюзу та 29 громадян України.

## Сусідні муніципалітети
- Коппаро
- Феррара
- Йоланда-ді-Савоя
- Трезігалло